# Col·legi de la Sagrada Família
El Col·legi de la Sagrada Família és un centre educatiu de Sabadell (Vallès Occidental). L'edifici és una obra modernista protegida com a Bé Cultural d'Interès Local.
Escola entre mitgeres, separada del carrer per un pati. La construcció es disposa al voltant d'aquest fent una ela. Consta de planta baixa i dos pisos. Les façanes i la tanca del pati són d'obra vista ornada amb elements ceràmics. L'entrada té forma d'arc parabòlic. Al cancell hi ha un vistós sòcol de ceràmica. Cal destacar les reixes de ferro forjat de l'entrada, finestres i tanca del pati. La segona planta de l'edifici és producte d'una addició posterior.